# Bernard Lefebvre
Pour les articles homonymes, voir Lefebvre.
Bernard Lefebvre, dit Ellebé (27 mars 1906 à Rouen – 30 novembre 1992 à Rouen), est un photographe français.

## Biographie
Il collabore à L'Illustration de 1927 à 1940, à Rouen Gazette, puis à France-Illustration.
Pendant la guerre, en mission au Congo avec les Forces françaises libres, il réalise des photographies du Tchikumbi à Massabé en 1942 aux côtés de Germaine Krull et Robert Carmet. Il est le premier photographe français à approcher en France libre le général de Gaulle et le capitaine Leclerc. Il est chef du service photographique du Commissariat aux colonies et du gouvernement provisoire de la République en 1944. En 1945, il organise le service photographique du journal Paris Normandie.
Il est membre du Groupement rouennais d'aviation légère, de la Société industrielle de Rouen, de la Société française de photographie, de l'Académie de Rouen à partir de 1963, président de l'Union régionale d'art photographique de Normandie de 1963 à 1975 et président du Photo-club rouennais de 1937 à 1941 et de 1963 à 1977. Il est membre d'un collectif de photographes, le « Groupe des 7 », au début des années 1950 et correspondant de Paris Match.
Il expose à la 39e exposition de la Société des artistes normands à Rouen en 1950.
Sa collection d'appareils photographiques est au musée Nicéphore-Niépce à Chalon-sur-Saône.

## Distinctions
- EFIAP (1973)
- Chevalier de l'ordre des Palmes académiques (1952)
- Officier de l'ordre des Palmes académiques
- Chevalier de l'ordre national du Mérite
- Chevalier de l'ordre des Arts et des Lettres (1985)
- Croix du combattant volontaire de la Résistance
- Médaille de la Résistance française
- Médaille commémorative des services volontaires dans la France libre
- Médaille coloniale

## Publications
- Raymond Chasles (préf. Paul Helbronner, photogr. Bernard Lefebvre), Croisière du Cuba juillet-août 1931 : Vers la banquise. Islande-Spitzberg-Norvège, Rouen, Lecerf, 1932, 111 p. (OCLC 459224426).
- Charles Rabot (ill. Pierre Le Trividic, photogr. Bernard Lefebvre), Croisière arctique, Rouen, Lecerf, 1932, 16 p. (OCLC 492954139).
- Conseils du Photo-club rouennais aux amateurs qui désirent se documenter par la photographie  (préf. Olivier Costa de Beauregard), Rouen, 1939, 46 p. (OCLC 459537957, BNF 32364265).
- Edward Montier (photogr. Bernard Lefebvre), Rouen, cité martyre, Rouen, Lecerf, 1946, 79 p. (OCLC 459639820).
- René Herval (photogr. Ellebé), Gloires et douleurs de Rouen, Rouen, Maugard, 1947, 54 p. (OCLC 6230037).
- « La photographie rectifie nos images », Précis analytique des travaux de l'Académie des sciences, belles-lettres et arts de Rouen pendant l'année 1963,‎ 1964.
- avec Marcel Bovis et Maurice Barette, Synopsis : Histoire de la photographie, Rouen, Recherche et documentation photographiques, 1980 (LCCN 80135653).
- Les Cinématographes de la Saint-Romain de Rouen : 1896-1907, Mont-Saint-Aignan, CRDP, 1982, 56 p. (OCLC 489614181).
- A. Niepce de Saint-Victor et « La Table servie », Rouen, Recherche et documentation photographiques, 1984, 62 p. (OCLC 13448763, LCCN 84184458).
- Avec de Gaulle en Afrique  (préf. Maurice Schumann), Luneray, Bertout, 1990, 316 p. (ISBN 2-86743-110-7, OCLC 25512516).